# Dohňany
Dohňany (hongrois : Donány) est un village de Slovaquie situé dans la région de Trenčín.

## Histoire
La première mention écrite du village date de 1471.

## Démographie

### Évolution de la population
| Année:               | 1994. | 2004.   | 2014.   | 2024.   |
| -------------------- | ----- | ------- | ------- | ------- |
| Nombre de personnes: | 1714  | 1757    | 1755    | 1903    |
| Différence:          |       | +2,50 % | -0,11 % | +8,43 % |

| Année:               | 2023. | 2024.   |
| -------------------- | ----- | ------- |
| Nombre de personnes: | 1901  | 1903    |
| Différence:          |       | +0,10 % |